# Das klagende Lied

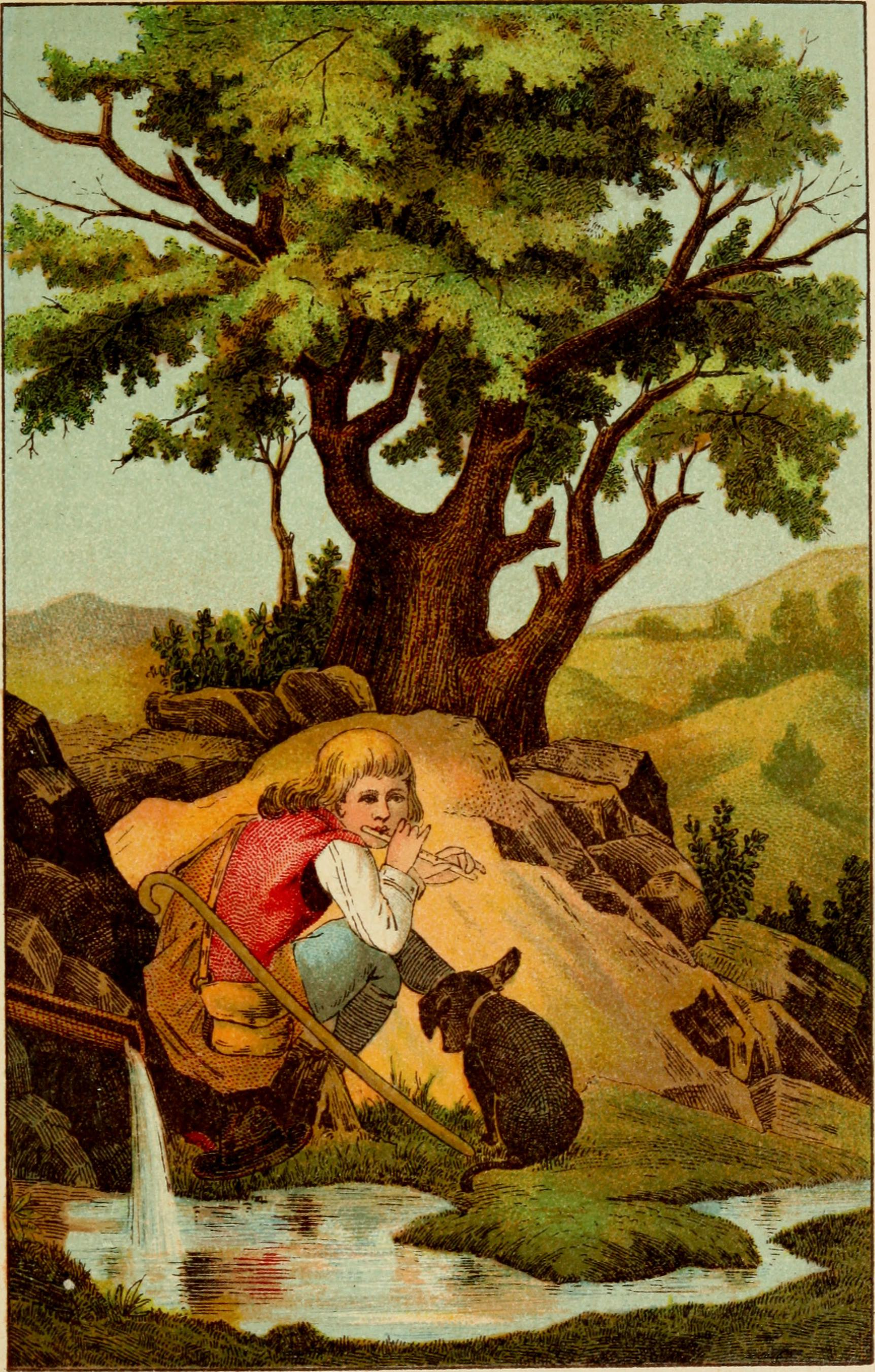
Illustration, 1890

Das klagende Lied  ist ein Märchen (AaTh 780) aus Ludwig Bechsteins Neuem deutschen Märchenbuch von 1856 und stammt aus Wilhelm Wackernagels Sagen und Märchen aus dem Aargau in der Zeitschrift für deutsches Altertum von 1843 (Nr. 3). Als Musikmärchen nimmt es ein bekanntes Motiv auf, die Entlarvung eines Mörders durch eine Knochenflöte, die aus den Gebeinen des Ermordeten geschnitzt wurde und über die Mordtat singt. Damit ähnelt das Märchen „dem singenden Knochen“ aus den Kinder- und Hausmärchen der Brüder Grimm (KHM 28). Gustav Mahler dichtete und komponierte in den Jahren 1878 bis 1880 eine Märchen-Kantate Das klagende Lied.

## Inhalt (kurz)
Die beiden Königskinder streiten, wer den toten Vater beerbt. Das betrübt die Mutter, sie lässt die beiden eine schöne Blume im Wald suchen, wer sie fände, solle es sein. Das Mädchen findet die Blume, wartet damit auf ihren Bruder und schläft ein. Der erschlägt seine schlafende Schwester, vergräbt sie im Wald und kehrt mit der Blume heim. Als Erwachsener wird er König. Einmal gräbt ein Hirtenbub einen weißen Knochen aus und bläst darauf. Da ertönt ein Lied, wie der Bruder die Schwester erschlug. Ein Ritter kauft ihm den Knochen ab und zieht mit dem klagenden Lied durchs Land. So kommt er zuletzt zu der trauernden Königsmutter. Sie spielt das Lied auf beim nächsten Fest, das ihr Sohn gibt. Da fällt seine Krone zu Boden, alle Gäste flüchten und er stirbt in ihren Armen.

## Inhalt

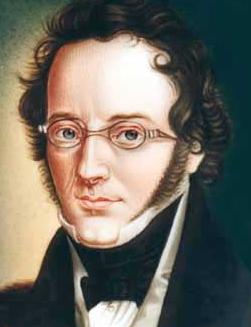
Ludwig Bechstein (1801–1860)

Nach dem Tod eines Königs erzieht dessen Gemahlin die hinterlassenen Kinder, eine Tochter und einen um ein Jahr jüngeren Sohn. Eines Tages streiten sich die beiden Kinder, wer König werden soll. Die Königin, die Anfänge der Herrschsucht befürchtet, legt ihnen eine zepterförmige, in einer Lilie endende Blume vor und weissagt, dass derjenige König werden soll, der die Blume im Wald findet. Tatsächlich findet das Mädchen die Blume und legt sich zum Schlafen nieder. Ihr machtgieriger Bruder, der sein einziges Ziel darin sieht, König zu werden, ermordet die Schlafende und verscharrt sie im Wald. Bei der Rückkehr präsentiert er die Blume und behauptet, dass seine Schwester einen anderen Weg genommen hat.
Seitdem sind mehrere Jahre vergangen. Der Prinz wird nach Erreichen der Mündigkeit König, aber seine Mutter trauert nach wie vor um die verlorene Tochter.
Ein Hirtenknabe, der seine Herde im Wald hütet, findet beim Stochern im Gras ein weißes „Totenbeinlein“ der ermordeten Prinzessin. Er schnitzt daraus eine Flöte, indem er einige Löcher in den Knochen stanzt. Kaum, dass er die Flöte an den Mund setzt, ertönt mit Kinderstimme ein klagendes Lied: 
„O Hirte mein, o Hirte mein
Du flötest auf meinem Totenbein …“
Im Lied klagt die Ermordete ihren Bruder an und fordert den Hirtenknaben auf, das Verbrechen durch Ansetzen der Flöte kundzutun. Jedes Mal, wenn der Hirte die Flöte an den Mund setzt, ertönt dasselbe klagende Lied. Die ganze Natur, Wald, Flur und Tiere trauern mit. 
Ein fahrender Ritter hört das Lied im Wald, kauft dem Knaben tiefbewegt die Flöte ab, kommt damit auch an den Königshof und bläst der Königinmutter das Lied vor. Diese trauert noch immer um die verlorene Tochter und glaubt, dass kein Leid größer als ihr Leid sei. Sie bittet den Ritter, ihm das Lied vorzuspielen. Das Lied hat sich gewandelt. 
„O Ritter mein, o Ritter mein
Du flötest auf meinem Totenbein …“
Die Königin fällt in Ohnmacht. Daraufhin versucht der Ritter, die Flöte abzusetzen, vermag es aber nicht, weil das Lied zu Ende gespielt werden will. Nach dem Erwachen aus der Ohnmacht bittet die Königsmutter um die Flöte, und der Ritter überlässt sie ihr.
Der junge König feiert ein Fest, zu dem er zahlreiche Gäste, Sänger und Spielleute eingeladen hat. Auch die Königsmutter, die sonst wegen ihrer Trauer an keinem Fest teilnahm, kommt in Trauergewändern. Sie setzt die Flöte an den Mund, und alle Instrumente verstummen. Das Lied hat sich erneut gewandelt.
„O Mutter mein, o Mutter mein
Du flötest auf meinem Totenbein …“
Die Krone des Königs rollt zu Boden, er windet sich sterbend am Boden und schreit, dass seine Mutter das Lied beenden soll. Aber das Lied spielt sich weiter. Die Gäste, Diener und Spielleute fliehen, und die Kerzen verlöschen. Zum Schluss ist nur noch die weinende alte Königin mit ihrem Sohn im Saal. Der Sohn stirbt, sie verlöscht die letzte Kerze und zerbricht die Flöte, „auf daß niemand mehr das klagende Lied vernehme.“ Damit endet das Märchen.

## Herkunft

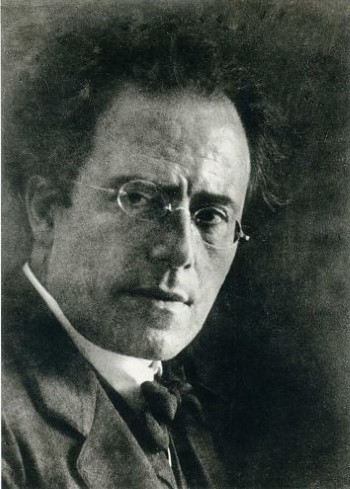
Gustav Mahler (1860–1911)

Bechstein nennt die Quelle, Zeitschrift für deutsches Altertum III „S. 35“, und bemerkt die Ähnlichkeit zu Grimms KHM 28 Der singende Knochen und KHM 47 Von dem Machandelboom. Die Blume ähnelt auch KHM 69 Jorinde und Joringel.

## Vorlage des Märchens
Bechstein schrieb im Vorwort zum Neuen deutschen Märchenbuch „Das eigentliche Element des Märchens ist das Wunderbare“ und definierte den Begriff Märchen neu, indem er auch die ethische Komponente betonte.
Nach eigenen Angaben bezog er sich bei der Aufnahme des Märchens in sein Neues deutsches Märchenbuch  auf Th. Haupts Zeitschrift für deutsches Altertum, wies aber auch auf die Verwandtschaft mit den Grimmschen Märchen Der singende Knochen und  Vom Machandelbaum  hin.
Tatsächliche Vorlage des klagenden Liedes war ein mundartliches Märchen aus der Sammlung des Basler Germanisten Wilhelm Wackernagel, Sagen und Märchen aus dem Aaargau, das in der von Bechstein genannten Zeitschrift für deutsches Altertum abgedruckt war. Bechstein erweiterte die Handlung, brachte moralisierende Belehrungen ein und steigerte die Handlung zum Schlusseklat mit den fliehenden Gästen und den verlöschenden Kerzen. Mit diesem Märchen hat Bechstein ein „wahrhaft schauriges, erhaben tragisches Gemälde entworfen“.

## Adaptionen
Gustav Mahler dichtete und komponierte in den Jahren 1878 bis 1880 eine Märchen-Kantate Das klagende Lied, wobei er den Titel, das Symbol der Blume, das Fest und die fliehenden Gäste von Bechstein übernahm. Ansonsten folgte Mahler eher den Brüdern Grimm.  